# Sebastian Giovinco
Sebastian Giovinco (Turim, 26 de janeiro de 1987), é um ex-futebolista italiano que atuava como meia.
Por causa de sua baixa estatura e suas técnicas dinámicas e velocidade, Giovinco é apelidado de "A Formiga Atômica" (com referência ao personagem de desenho animado).

## Carreira

### Juventus
Giovinco foi promovido ao time principal da Juventus durante a temporada 2006-07. Sua estreia foi em 12 de maio de 2007 na partida contra o Bologna pela Serie B, entrando como substituto no lugar de Raffaele Palladino. Desde então, com suas grandes atuações passou a ser cotado como o futuro sucessor de Del Piero no clube.

### Empréstimo ao Empoli
Em 4 de julho de 2007 foi emprestado ao Empoli junto com seu colega de clube Claudio Marchisio. Fez sua estreia numa partida internacional pela Copa da UEFA em setembro e marcou seu primeiro gol na Serie A em 30 de setembro de 2007, quando o Empoli bateu o Palermo por 3 a 1. Causou grande interesse da mídia quando marcou seu segundo gol com a camisa do Empoli: um gol de falta contra a Roma semelhante ao de Ronaldinho Gaúcho contra a Inglaterra na Copa de 2002. Houve então a comparação de Giovinco também com o jogador brasileiro. Não conseguiu evitar o rebaixamento do Empoli para a Serie B e foi chamado de volta a Turim.

### Retorno a Juventus
Em junho de 2008, Giovinco junto com Claudio Marchisio voltou à Juventus depois de desfrutar de um período de sucesso na Toscana. Giovinco jogou sua primeira partida pela Juve em 24 de setembro de 2008 contra o Catania. Ele substituiu Pavel Nedvěd no segundo tempo, auxiliando Amauri a marcar o único gol da partida. Em 7 de dezembro de 2008, ele marcou seu primeiro gol pela Juventus, uma falta contra o Lecce, decretando a vitória por 2 a 1. Em outubro de 2008, ele assinou uma extensão de contrato, até o verão de 2013. Ele terminou a temporada com três gols em todas as competições.
Apesar de um começo brilhante, Giovinco não jogou regularmente e fez aparições esporádicas durante toda a temporada. Em abril de 2009, sofreu uma lesão no campo de treinamento e foi descartado para o resto da temporada depois de passar por testes.

### Parma
Em agosto de 2010, o Parma anunciou a assinatura de Giovinco por empréstimo com opção para comprar 50% dos direitos do jogador ao final da temporada. Ele marcou seu primeiro gol pelo clube em 12 de setembro de 2010. Em 6 de janeiro de 2011, Giovinco, ainda no empréstimo marcou dois gols para o Parma em uma vitória por 4 a 1 sobre a Juventus. No final da temporada, ele marcou novamente a contribuir para uma vitória sobre o seu antigo clube. Após o término do empréstimo o Parma comprou 50% dos seus direitos depois de uma temporada de estreia muito promissora, que o levou inclusive para a Seleção Italiana.

### Segunda volta a Juventus
Fez um gol que deu a vitória e a classificação da Juventus para às quartas-de-finais de Copa da Itália em 12 de dezembro de 2012, vencendo o Cagliari por 1 a 0. Fez um gol que deu a vitória da Juventus sobre o Milan eliminando o rival na Copa da Itália por 2 a 1.

### Toronto
No dia 19/01/2015, foi anunciado como reforço do Toronto FC da MLS, contratado por $7 milhões. Foi a principal referência do clube canadense e foi o artilheiro da MLS Supporters' Shield de 2015 com 22 gols marcados.

### Al-Hilal
No dia 31 de jan. de 2019. No mesmo dia que, Jorge Jesus foi demitido do comando técnico do Al-Hilal, o clube assinou contrato com o jogador, por US$ 2 e 3 milhões. No entanto, o italiano irá receber anualmente até US$ 10 milhões.

## Seleção italiana

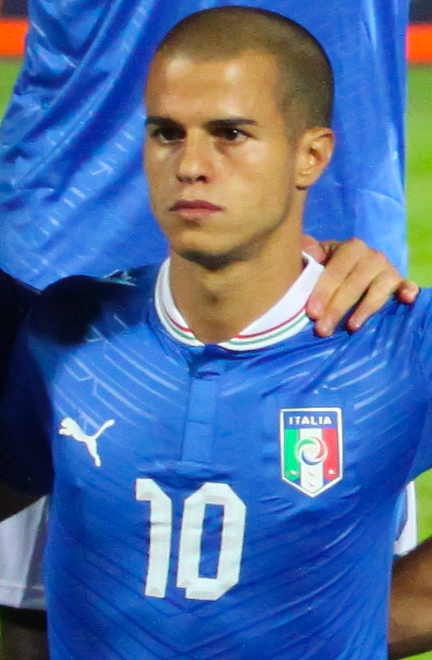
Giovinco na Itália

Com boas atuações pela Juventus e pelas seleções de base, foi convocado para a disputa das Olimpíadas de 2008.  Destacou-se, sendo o principal articulador de jogadas e líder da Azzurra, despertando inclusive a cobiça de outros clubes europeus, entre eles, o Arsenal, da Inglaterra, mas a Juventus avisou que o jogador voltaria do empréstimo para o Empoli e ficaria no elenco.
Estreou na seleção principal em 9 de fevereiro de 2011 contra a Alemanha em amistoso disputado em Dortmund.

## Estatísticas

### Seleção italiana
| Ano   |       |      |
| Ano   | Jogos | Gols |
| ----- | ----- | ---- |
| 2011  | 6     | 0    |
| 2012  | 8     | 0    |
| 2013  | 3     | 1    |
| 2014  | 4     | 0    |
| 2015  | 2     | 0    |
| Total | 23    | 1    |

#### Gols pela seleção
|    | Data                | Local                                          | Adversário | Placar | Resultado | Competição             |
| -- | ------------------- | ---------------------------------------------- | ---------- | ------ | --------- | ---------------------- |
| 1. | 19 de junho de 2013 | Arena Pernambuco. São Lourenço da Mata, Brasil | Japão      | 4–3    | 4–3       | Copa das Confederações |

## Títulos
Juventus
- Serie A: 2012-13, 2013-14
- Serie B: 2006-07
- Supercopa da Itália: 2012, 2013

Seleção Italiana
- Torneio de Toulon: 2008

### Prêmios individuais
- 92º melhor jogador do ano de 2016 (Marca)[7]

## Campanhas de destaque
Seleção italiana
- Eurocopa: 2º lugar (2012)

## Artilharia
Toronto FC
- MLS Supporters' Shield: 22 gols (2015)